# Fort Novosel
Fort Novosel (anciennement Fort Rucker jusqu'au 10 avril 2023) est une census-designated place et une base de l'armée américaine située en Alabama, dans le comté de Dale.
Elle doit son nom à Michael J. Novosel (en) (1922-2006), soldat américain, qui a participé à la Seconde Guerre mondiale, Guerre de Corée et Guerre du Vietnam.
Fondé en 1942 avec le nom du colonel Edmund Winchester Rucker  (1835-1924) qui a combattu dans l'armée confédérée sous les ordres de Nathan Bedford Forrest, le site comporte un aéroport militaire (Cairns Army Airfield (en)) et plusieurs héliports.

## Démographie
| 1970   | 1980  | 1990  | 2000  | 2010  |
| ------ | ----- | ----- | ----- | ----- |
| 14 242 | 8 932 | 7 593 | 6 052 | 4 636 |